# Vej Liao-ce
A Vej Liao-ce (Wei Liaozi) az ókori kínai hadtudományos irodalom egyik kiemelkedő alkotása, amely címét szerzője, a kb. i. e. 4-3. században élt főparancsnokról, Vej Liao (Wei Liao)ról kapta. A mű összesen 24 fejezetben tárgyalja a hadviselés, a fegyveres konfliktusok civil és katonai szempontjait. Nagy hangsúlyt fektet a mezőgazdasági termelő munkára és az emberekre, melyeket az állam két legfontosabb pillérének tart. A kormányzati értékek közül az emberségességet és az erényt hangsúlyozza. A 11. században összeállított hadművészeti kánon egyik műve.

## Szerzője
A mű címét a szerzője nevével jelölik, amely gyakorlat nem volt szokatlan az ókori Kínában. A szerző családneve a Vej (Wei) 尉, személyneve pedig a Liao 繚, a „mester” jelentésű ce (zi) 子 utótagot pedig a könyv későbbi összeállítói, szerkesztői adták a nevéhez, kifejezve ezzel is az utókor felé megnyilvánuló tiszteletét és nagyrabecsülését. Jól lehet, Vej (Wei) Liao történeti személy volt, életéről mégis kevés hitelt érdemlő feljegyzést ismert. Az egyik forrás úgy tudja, hogy annak a Sang Jang (Shang Yang)nak (i. e. 390–i. e. 338) a tanítványa volt, aki a Csin (Qin) állambeli Hsziao (Xiao) fejedelem (Csin Hsziao-kung (Qin Xiaogong) 秦孝公) mellett szolgált főminiszterként, s aki ebben a tisztségében a pontos adminisztráción alapuló, szigorú törvényekkel működtetett erős központi kormányzás megteremtésén munkálkodott. E tanító-tanítvány kapcsolat okán is szokás Vej (Wei) Liao személyét a törvénykezők iskolájához, a legista gondolkodók köréhez kapcsolni.
Ennél elterjedtebb az a történeti hagyomány, amely szerint Vej (Wei) Liao a majdani első kínai császár, Csin (Qin) fejedelmének (i. e. 260–i. e. 210) volt az egyik bölcs tanácsadója. Természetesen ez sem zárja ki, a legizmushoz fűződő kapcsolatát. Rajta kívül ugyanis, ekkoriban Csin (Qin) fejedelmének szolgálatában az irányzat másik nagy formátumú figurája, Li Sze (Li Si) (i. e. 280?–i. e. 208) is jelen volt, akiről a történeti hagyomány úgy tartja valójában ő állt a későbbi császár döntései mögött, s így jelentős érdemei vannak a birodalom egyesítésében. A Vej (Wei) Liao személyével kapcsolatban fennmaradt legösszefüggőbb történet az első kínai történetíró, Sze-ma Csien (Sima Qian) A történetíró feljegyzései című művében, az első kínai császár életrajzában (6. fejezet) olvasható.
Egy harmadik vélekedés szerint Vej (Wei) Liao valamikor az i. e. 4. század második felében élhetett. Ezt látszik megerősíteni maga a mű is, hiszen rögtön az első fejezetben Vej (Wei) Liaóhoz a Liang-beli Huj (Hui) király (Liang Huj Vang (Hui Wang) 梁惠王; ur. i. e. 370–i e. 319) intéz kérdést. Ő az az uralkodó, aki korábban a Vej (Wei)-beli Huj (Hui) király (Vej Huj Vang (Wei Hui Wang) 魏惠王) néven volt ismert, ám a főváros Taliang (Daliang)ba 大梁 való költözését követően Vej (Wei) 魏 államot egy rövid ideig Liangnak 梁 nevezték, így az uralkodó is megváltoztatta a nevét. Ez a forrás Vej (Wei) Liao életét tehát mintegy száz évvel korábbra datálja, tevékenységét pedig nem Csin (Qin), hanem Vej (Wei) államba helyezi. Huj (Hui) királyról pedig még az tudható, hogy az ország ügyeivel kapcsolatban előszeretettel konzultált minden idők legnagyobb konfuciánus filozófusával, Menciusszal (i. e.–372 –i. e. 289).
Vej (Wei) Liao életrajza nem minden probléma nélküli, személyével kapcsolatban több, egymással ellentmondásos forrás maradt fent. Ám ezek egyike sem elegendő ahhoz, hogy minden kétséget kizáróan ki lehessen jelenteni, hogy csakugyan ő volt a Vej Liao-ce (Wei Liaozi) címen ma ismert mű szerzője. Vagyis a mű keletkezésének datálásához nem vezet közelebb a vélt szerző életrajzi adatainak pontos ismerete, hiszen előfordulhat, hogy csak egy neki tulajdonított, a személyéhez kapcsolt alkotásról van szó. Ez nem feltétlenül jelent rosszindulatú hamisítást. Előfordulhat, hogy létezett ilyen címen egy mű, amely elveszett, és újra írták. Az is előfordulhat, hogy csak részleteiben volt ismert, s kiegészítették azt. Az sem kizárt, hogy az ismeretlen szerző saját alkotásáról úgy gondolta, hogy a legeredményesebben akkor tudja közreadni, ha a szerzőjeként (s egyben címeként is) egy korábban élt nagy formátumú, az adott területen ismert és elismert személyt jelöl meg.

## Keletkezése
A mű létezésére legkorábban a Han-dinasztia, i. sz. 111-ben összeállított, történeti könyvének, a Han su (Han shu) bibliográfiai fejezetében szerepel utalás, ahol a „vertikális és horizontális szövetséget keresők iskolája” (cung-heng-csia (cong-heng jia) 從橫家) képviselőinek művei között van felsorolva 29 kötetből vagy fejezetből (pien (pian) 篇) álló műként. Ugyanitt, egy későbbi a szakaszban, „az erők mérlegelésével és a stratégiai szervezéssel” (csüan-mou (quan-mou) 權謀) kapcsolatos hadelméleti művek között, Vej Liao (Wei Liao) címen találni egy 31 kötetből vagy fejezetből (pien (pian)) álló művet is. Nem lehet eldönteni, hogy melyik lehet a ma ismert mű, vagy esetleg ugyanannak a könyvnek két változatáról van-e szó. A mai ismert változat egyébként öt, egykor tekercsekre írt szakaszra (csüan (juan) 卷) osztott, összesen 24 fejezetből áll. A fennmaradt szövegváltozat ismeretében azt sem lehet kizárni, hogy mindkét tétel a ma ismert műre vonatkozik, hiszen a huszonnégy fejezetből az első tizenkettő inkább államszervezési elméleti kérdéseket boncolgat, míg a második tizenkettő sokkal inkább a hadvezetés, hadviselés tárgykörére fókuszál. Így elképzelhető, hogy a Han su' (Han shu)ban szereplő két művet később összevonták és átszerkesztették.
ndenesetre a szakemberek egy része a teljes Vej Liao-ce (Wei Liaozi)t sokáig kései kompilációnak tartotta. Ezen a vélekedésen változtatott az, hogy 1972-ben előkerült a Vej Liao-ce (Wei Liaozi) bambuszcsíkokra íródott legkorábbi változata. Az 1972 áprilisában, a Santung (Shandong) tartománybeli Jincsüesan (Yinqueshan)nál 銀雀山 feltárt két, a Nyugati Han-dinasztia idejére (i. e. 202–i. sz. 9) datálható sírból többek között gazdag írásos leletek is előkerültek, köztük több hadelméleti, hadászati munka legkorábbi változata. A leletek között a legnagyobb szenzációt az addig részleteiben is ismeretlen Szun-pin ping-fa (Sun Bin bingfa) 《孫臏兵法》 (Szun Pin (Sun Bin): A hadviselés szabályai)  jelentette, de emellett előkerült a Szun-ce ping-fa (Sunzi bingfa) 《孫子兵法》, a Liu tao 《六韜》 és a Vej Liao-ce (Wei Liaozi) egy-egy változata is. Más, a sírokban talált leletek alapján bizonyítható, hogy a két sír valamikor i. e. 140. és i. e. 118. között került lezárásra, így a benne talált szövegek is ezt az időszakot megelőző korokból származnak. Noha, a Vej Liao-ce (Wei Liaozi) szövegét több mint kétszáz évvel a Han su (Han shu) összeállítása előtt helyezték a sírba, az onnan előkerült példány mégis a ma ismert öt tekercsből álló változat. Éppen ezért a szakembereknek nincs oka kételkedni abban, hogy a Vej Liao-ce (Wei Liaozi) az i. e. 3. században íródott és összeállított mű, amelynek esetleg lehetnek akár, az i. e. 4. századból származó részletei is.

## Tartalma
Bárki is a szerzője a Vej Liao-ce (Wei Liaozi)nek, a mű maga mindenképpen az ókorban íródott. Az, hogy mégis Vej (Wei) Liao lehetett szerző megerősíteni látszik az, hogy hagyomány úgy tartja, hogy Vej (Wei) Liao kiváló képességekkel rendelkezett nem csak az állam megszervezésében, hanem a hadsereg irányításában, a hadvezetésben is, ám a műben még sincs annak nyoma, hogy ez utóbbiban bármilyen személyes tapasztalattal rendelkezett volna. A neki tulajdonított, jelen mű ismeretében elvitathatatlan az elméleti tudása a hadsereg irányításával kapcsolatban, a témához kapcsolódó klasszikus ismeretei a kor keretei között figyelemre méltók, ám nem érződik benne a személyes, átélt élmények hatására megformálódott gondolatiság. Miként Vej (Wei) Liao maga elméleti szakember lehetett, úgy a neki tulajdonított mű, a Vej Liao-ce (Wei Liaozi) is minden részletében egy teoretikus alkotás.
A mű összesen 24 fejezetben tárgyalja a hadviselés, a fegyveres konfliktusok civil és katonai szempontjait. Nagy hangsúlyt fektet a mezőgazdasági termelő munkára és az emberekre, melyeket az állam két legfontosabb pillérének tart. A kormányzati értékek közül az emberségességet és az erényt hangsúlyozza.
| Fejezetszám | Kínaiul | Magyarul                                                | A jincsüesan (yinqueshani) fejezetekkel való egyezés |
| ----------- | ------- | ------------------------------------------------------- | ---------------------------------------------------- |
| 01.         | 天官    | Az asztronómia                                          |                                                      |
| 02.         | 兵談    | A hadseregről                                           | tartalmazza                                          |
| 03.         | 制談    | A rendszabályokról                                      |                                                      |
| 04.         | 戦威    | A félelmet keltő harc                                   |                                                      |
| 05.         | 攻権    | Az erő taktikai mérlegelése ütközetekkor                | tartalmazza                                          |
| 06.         | 守権    | A védekezéshez szükséges erő taktikai mérlegelése       | tartalmazza                                          |
| 07.         | 十二陵  | A tizenkét fenyegetettség                               |                                                      |
| 08.         | 武議    | Hadászati tervezés                                      |                                                      |
| 09.         | 将理    | A hadvezér elvei                                        | tartalmazza                                          |
| 10.         | 原官    | A hivatalnokok forrásai                                 | tartalmazza                                          |
| 11.         | 治本    | A kormányzás alapjai                                    |                                                      |
| 12.         | 戦権    | Az erő taktikai mérlegelése az ütközetben               |                                                      |
| 13.         | 重刑令  | A súlyos büntetésre vonatkozó rendeletek                |                                                      |
| 14.         | 伍制令  | Az ötfős egységekre vonatkozó rendeletek                |                                                      |
| 15.         | 分塞令  | A terep felosztására és elzárására vonatkozó rendeletek |                                                      |
| 16.         | 束伍令  | Az ötfős egységek megkötésére vonatkozó rendeletek      |                                                      |
| 17.         | 経卒令  | A katonák vezetésére vonatkozó rendeletek               |                                                      |
| 18.         | 勒卒令  | A seregek megszorítására vonatkozó rendeletek           |                                                      |
| 19.         | 将令    | A hadvezérre vonatkozó rendeletek                       |                                                      |
| 20.         | 踵軍令  | Az előőrsre vonatkozó rendeletek                        |                                                      |
| 21.         | 兵教上  | A katonák kiképzése I.                                  |                                                      |
| 22.         | 兵教下  | A katonák kiképzése II.                                 |                                                      |
| 23.         | 兵令上  | A katonaságra vonatkozó rendeletek I.                   | tartalmazza                                          |
| 24.         | 兵令下  | A katonaságra vonatkozó rendeletek II.                  | tartalmazza                                          |

## Kiadásai
A  (Vej Liao-ce, Wei Liaozi) legkorábbi ismert változata a töredékes formában, 1972-ben előkerül, bambuszcsíkokra, i. e. előtt (csu-csien (zhujian) 竹简) íródott.
További jelentős, császárkori kiadásait, az alábbi gyűjtemények tartalmazzák:
- 《四庫全書》 (1773-1782)
- 《清芬堂叢書》 (1874)
- 《百子全書》
- 《武經七書直解》 (Liu Jin (Yin) 劉寅 1398-as szerkesztésében, megjelent: 1486; reprint: 1933.)
- 《群書治要》 8. század
- 《太平御覽》 (977-983)
- 《續古逸叢書》影宋《五經七書》

## Magyar fordítása
A művet Tokaji Zsolt fordította magyarra 2016-ban.
- Vej Liao-ce; in: A háború törvényei; ford., jegyz., bev., tan. Tokaji Zsolt; Helikon, Bp., 2016 (Harcosok ösvényén)

## Külső hivatkozás
- A Wei Liaozi teljes szövege kínaiul – Chinese Text Project